# Lepanto (stacja metra)
Lepanto – stacja linii A metra rzymskiego. Stacja została otwarta w 1980. Kilkaset metrów za stacją metro jedyny raz na całej trasie wyjeżdża na powierzchnię, by mostem Pietro Nenni przekroczyć rzekę Tyber i po drugiej stronie wjechać ponownie do tunelu.

## Połączenia tramwajowe
- Tramwaje: 19